# 宝拉格站
宝拉格站是一个集二铁路上的铁路车站，位于内蒙古自治区察哈尔右翼后旗宝拉格，建于1989年，目前为五等站，邮政编码为012415。目前客运：办理旅客乘降；不办理行李、包裹托运；不办理货运营业。